# Parafia św. Józefa Oblubieńca w Mokrem
Parafia Świętego Józefa Oblubieńca w Mokrem – parafia rzymskokatolicka, znajdująca się w diecezji pelplińskiej, w dekanacie Czersk.